# Семёнов, Василий Алексеевич
Василий Алексеевич Семёнов (ок. 1836—1916) — владимирский вице-губернатор (1870—1890), чиновник министерства просвещения; тайный советник.

## Биография
Родился около 1836 года в дворянской семье.
В 1854 году окончил Александровский лицей; 18 декабря поступил на службу. В 1861 году был произведён в надворные советники, в 1865 — в коллежские, в 1868 — в статские советники.
С 3 июня 1870 года был назначен Владимирским вице-губернатором, к губернатору В. Н. Струкову; 20 июля 1870 года вступил должность, на которой трудился 20 лет. В 1882 году его избрали председателем Владимирского благотворительного общества. После его отъезда из Владимира по ходатайству городской думы  25 августа 1891 года Василию Алексеевичу Семёнову было присвоено звание «Почётный гражданин города Владимира».
Был награждён орденами св. Владимира 3-й степени, св. Станислава 1-й степени и св. Анны 1-й степени.
Был пожалован 4 октября 1890 года чином тайного советника, с увольнением от службы согласно прошению.
Умер в октябре 1916 года. Незадолго до смерти, 10 апреля 1916 года, стал кавалером ордена Св. Александра Невского.